# Graham Mourie

a Compétitions nationales et continentales officielles uniquement.

b Matchs officiels uniquement.
Dernière mise à jour le 10 novembre 2021.
Graham Mourie, né le 8 septembre 1952 à Opunake est un joueur de rugby à XV néo-zélandais, évoluant au poste de flanker (troisième ligne aile).
Considéré comme faisant partie des trois meilleurs capitaines de l'histoire des Blacks avec Wilson Whineray et Brian Lochore, il est également considéré comme le meilleur flanker de leur histoire.
Pour son premier test match, il rencontre les Lions en 1977. Dès l'automne suivant, il est capitaine des Blacks lors de la tournée en France. En 1978, il est de nouveau capitaine de l'équipe des Blacks qui réalise le Grand Chelem contre les équipes britanniques, étant même nommé joueur de la tournée.
Entre-temps, il est venu effectuer une saison en France au Paris université club en 1977-78.
En 1980, il participe au match du Centenaire à l'Arms Park de Cardiff contre le pays de Galles, marquant le premier essai de la victoire des Blacks.
En 1981, il refuse de jouer contre les Sprinboks en raison de l'Apartheid. La tournée des Wallabies de 1982 lui offre la possibilité de vaincre le dernier adversaire qu'il n'a pas encore battu avant de terminer sa carrière.
Il a été entraîneur de l'équipe du Super 12 des Hurricanes entre 2000 et 2002. 

## Palmarès
- 21 sélections en test match avec les Blacks dont 19 en tant que capitaine entre 1977 et 1982.
- 4 essais en test match.
- 61 matchs au total avec les Blacks dont 57 en tant que capitaine entre 1976 et 1982.
- Premier match comme capitaine à l'occasion de sa première sélection, le 12 octobre 1976 contre l'Uruguay à Montevideo.